# 十段戦 (将棋)
十段戦（じゅうだんせん）は、読売新聞社が主催していた将棋の棋戦である。のちに発展的解消して竜王戦となる。
前身である全日本選手権戦、九段戦、名人九段戦（名人九段五番勝負）についてもこの項目で記述する。

## 概要
1948年に創設された一般棋戦「全日本選手権戦」が起源。
1950年からは、新たに九段のタイトルが制定され、全日本選手権戦は「九段戦」と「名人九段戦（名人九段五番勝負）」という2つの棋戦を内包する特殊な開催方式に変更された。
すなわち、まず名人以外の棋士によって九段戦を行って九段のタイトル獲得者を決め、次にその九段のタイトル獲得者と名人との間で名人九段戦を行って全日本選手権者を決めるというものである。
1956年に全日本選手権戦の2つの棋戦は統合され、名人も参加する単一のタイトル戦として新たな「九段戦」になった（同時に別途読売新聞社が主催していた全八段戦も統合された）。
1962年からは「十段戦」へと移行。
1988年からは「竜王戦」へと発展した。
九段戦七番勝負（1955年までは五番勝負）の勝者は九段、十段戦七番勝負の勝者は十段と呼ばれ、タイトル保持者となる（なお、上述した通り、1955年までの九段戦は、1956年以降の九段戦とは異なり、名人九段戦の下位棋戦という位置付けであるが、日本将棋連盟の公式記録ではこれらもタイトル獲得期数にカウントしている）。なお、九段・十段はタイトル名であり、段位ではない。しかしながら、公式にもタイトルと段位とを混同している例があり、例えばタイトルとしての永世九段は段位としての九段と同様に扱われる（将棋の段級#九段と十段も参照）。

## 沿革

### 沿革 (九段戦・全日本選手権)
- 1943年、讀賣報知紙上で、全八段・七段が参加する「九段設置戦」が開始[2]。1945年5月に新聞発行不能で休止に[3]。戦後、1945年11月から、讀賣報知紙上で「九段設置戦」が再開[4]。

- 1947年[5]、新棋戦として読売新聞社主催の全日本選手権戦が創設される。第1回全日本選手権戦は名人を含むトップ棋士10名（名人・A級7名・B級選抜2名）によるトーナメントで争われ、1948年に前名人の木村義雄が初代選手権者となった。

- 1949年、第2回全日本選手権では、出場者12名（名人・A級10名・B級選抜1名）を3つのブロックに振り分け、各ブロックのトーナメントを勝ち上がった3名による決勝リーグを行う方式に変更された。ところが、この年の決勝リーグでは全員が1勝1敗で並んでしまったため[注 1]、決勝リーグが再度行われ、結果、萩原淳が2勝0敗で選手権者となった（前選手権者の木村は1勝1敗の2位）。

- 1949年[6]、名人戦の盛況を受けて読売新聞社と日本将棋連盟は全日本選手権戦をタイトル戦の九段戦（初年度は決勝三番勝負、翌年以降は九段と挑戦者との五番勝負）と名人九段戦（名人と九段戦勝者との五番勝負）に再編成。当時の最高段位が八段だったことに由来し、名人に次ぐ2つめのタイトルとして九段を制定した。ただし、全棋士参加の最高位棋戦である現在のタイトル戦とは異なり、九段のタイトルは名人以外の者によって争われ、九段のタイトルを獲得した者が名人との間で名人九段戦を行うという、2つの棋戦を合わせた二段階方式で全日本選手権者を決する仕組みであった。なお、九段戦は将棋愛好家であった秩父宮雍仁親王から優勝杯が下賜されることになり、秩父宮杯との別名でも呼ばれた。1950年に行われた第3回全日本選手権（第1期九段戦）[7]では大山康晴が初代九段となり、名人九段戦でも名人の木村を下して第3回全日本選手権者となった。

- 1950年の第4回全日本選手権（第2期九段戦）までに、連続3期の九段獲得で「永世九段」となる規定が設けられた[8][9][注 2]。

- 1952年、九段のタイトルを保持していた大山が木村から名人のタイトルを奪取。これにより、九段戦に本来は出場しないはずの名人が出場するという珍しい事態となった。九段戦に名人が出場してしまっては、その後に名人九段戦を行う意義が失われてしまうため、特例的な措置として、名人九段戦は新名人の大山ではなく引退した前名人の木村が出場し、第3期九段戦の優勝者の塚田正夫との三番勝負に縮小して開催された。

- 1954年、引退棋士の金易二郎に名誉九段が与えられる。また、塚田正夫が九段戦3連覇により永世九段の資格を得る。これらはタイトルとしての九段なのか段位としての九段なのかを曖昧にしたままの称号であったが、段位であるとみなされることが多い[注 3]。

- 1956年、全日本選手権が再編され、九段戦と名人九段戦が新たな九段戦に統合（同時に全八段戦も統合された）。第7期九段戦（第9回全日本選手権戦）からは名人も本戦トーナメントに参加することとなり、番勝負は七番勝負に変更された。制度変更に伴い、第6期九段の塚田のタイトルは返上となり、塚田も本戦トーナメントに参加した。塚田は決勝で升田幸三に敗れてタイトルを失ったものの、1954年に得ていた永世九段の資格を用いてその後も九段を名乗った。

- 1958年、昇段規定が改められ、大山と升田が段位としての九段に昇段。引退棋士の名誉九段だった金や永世九段であった塚田といった例とは異なり、段位としての九段の昇段規定が一般的に整備されたことにより、九段戦というタイトル名はややこしい状況を生むことになる。実際にこの年の九段戦では、挑戦者の大山の段位も九段であるという事態になった。

- 1960年、大山が永世九段の要件である3連覇を達成[注 4]。

### 沿革 (十段戦)
- 1962年、段位としての九段ができたのにタイトル戦の名称が九段戦のままであるという分かりにくさを解消するため、第12期を最後に全日本選手権（九段戦）を「発展的解消」し、新タイトル戦の十段戦が発足（なお、囲碁の十段戦は1961年開始）。「九段位」のタイトルを保持していた大山はタイトル返上となり、十段戦リーグ戦に参加。リーグ戦上位2名（1位升田、2位大山）により争われた七番勝負の結果、大山が初代「十段」となった。

- 1965年、大山が九段戦と合わせて通算10期となる（1人目の「永世十段」、1980年の「永世十段」制定により資格付与）[10]。

- 1978年、前年に死去した永世九段の塚田に対して「名誉十段」が追贈される。

- 1980年、十段戦の永世称号として、通算10期以上の「十段位」獲得した棋士の現役引退後に「永世十段」を贈ることを制定[10]（十段戦の前身「九段戦」の優勝回数も含める[10]）。

- 1982年、中原誠が通算10期となり、永世十段の資格を得る。

- 1987年、賞金が増額され、序列1位のタイトル戦となったのに伴い、新タイトル戦の竜王戦となって十段戦は第26期を最後に「発展的解消」。十段であった高橋道雄はタイトル返上となり、第1期竜王戦の本戦（1988年実施）にシードされた。

「十段戦」終了以降
- 1987年開始の第1期竜王戦では、高橋十段、永世十段有資格者の大山・中原の本戦シード者3人を含む本戦進出14名による決勝トーナメント（本戦）が1988年に行われ、決勝七番勝負の結果、島朗が初代竜王になった。。

- 1992年、永世十段有資格者の大山が永世十段を就位することなく死去。

- 1994年、中原が現役のまま特例として永世十段を就位。

- 2012年、大橋宗桂 (初代)が徳川家康から将棋所（名人）に任ぜられたとされる1612年[注 5]から節目の400年であることを記念し、徳川家康に対して（段位としての）十段が贈られた。

## 十段戦挑戦者決定方法
予選と十段戦リーグによる。

### 予選
- トーナメントで行われる。勝ち抜いた2人が十段戦リーグに参加できる。
- 第15期十段戦までは一次予選～三次予選と3段階の予選を行っていたが、第16期からは十段と前期リーグ残留者以外の全棋士を2ブロックに分け、トーナメント優勝者がリーグ入りする方式に改められた。
- それと同時に、トーナメント優勝者には優勝賞金が出るようになり、トーナメント6人抜きでの優勝者には50万円、以下5人抜きで30万、以下1人減るごとに15万円、7万円、3万円……という賞金が支払われた。トーナメントの最下層から出場する若手棋士が優勝賞金を獲得するのは不可能と見られていたが、いきなり開始1年目に当時四段だった土佐浩司が優勝を果たし、賞金50万円を獲得した。

### 十段戦リーグ
- 前年度の十段戦敗者、前年度の十段戦リーグの2～4位の3人、予選を勝ち抜いた2人の合計6名によるリーグ戦である。
- 総当たりで2局ずつ、先後を入れ替えて対局する。5人の相手と2局ずつ対戦することから、1人あたり10局の対局が組まれることになる。
- 成績最上位の棋士が十段に挑戦する。なお、勝数が同じ場合は順位が上の者を成績上位とし、原則としてプレーオフは行わなかった。そのため、順位1位（前年度七番勝負の敗者）が再度十段に挑戦するケースが非常に多かった（25期中13期）。陥落も同様で、勝数が同じ場合は順位が低い方が陥落となった。
- 順位・成績ともに同じだった場合のみ挑戦者（残留）決定戦を行った。

## 永世九段・永世十段
九段のタイトルを連続で3期獲得した棋士には、永世称号である「永世九段」が贈られた。ただし、タイトルの永世称号としての永世九段と、段位としての九段とは、ほとんど区別されていない。九段のタイトルを連続3期獲得した棋士は塚田正夫・大山康晴の2名である。塚田は九段のタイトル失冠後も「永世九段の資格を根拠に段位としての九段を名乗った」と一般的に認知されている。また、大山は永世九段の資格を得た時点ですでに段位が九段であったため、永世九段の資格を新たに得たものとして扱われることはほとんどない。
十段のタイトルを通算で10期獲得した棋士には、同じく永世称号である「永世十段」が現役引退後に贈られた（十段戦の前身である九段戦の優勝回数も含める）。永世十段の棋士は大山康晴・中原誠の2名。大山は現役死去したため永世十段を生前に就位していない。中原は長年に渡るタイトル保持者としての功績により、現役で永世十段を呼称した。
なお、永世十段とは異なるが、塚田正夫は没後に名誉十段を追贈された。また、徳川家康には段位として十段が贈られている。

## 歴代七番勝負
| 回 | 年度 | 決勝進出者 | 決勝進出者 | 決勝進出者 |
| -- | ---- | ---------- | ---------- | ---------- |
| 1  | 1948 | 木村義雄   | 丸田祐三   | 加藤治郎   |
| 2  | 1949 | 萩原淳     | 木村義雄   | 升田幸三   |

| ●○● | 千 ○ | ● |

| ○ | 千 ○ | ○－－ |

| ●○● | 千 ○ | ● |

| ○ | 千 ○ | ○－－ |

### 九段戦
第7期九段戦以降
年度は七番勝負が実施された時点。○●は九段から見た勝敗、千は千日手、持は持将棋。網掛けの対局者が勝者。
| 期 | 年度 | 九段戦七番勝負 | 九段戦七番勝負 | 九段戦七番勝負 | トーナメント           | トーナメント           | トーナメント           |
| 期 | 年度 | 決勝進出者     | 勝敗           | 決勝進出者     |                        | ベスト4                | ベスト4                |
| -- | ---- | -------------- | -------------- | -------------- | ---------------------- | ---------------------- | ---------------------- |
| 7  | 1956 | 升田幸三       | ●○○○○－－      | 塚田正夫       |                        | 大山                   | 花村                   |
| 期 | 年度 | 九段           | 勝敗           | 挑戦者         | 挑戦者決定トーナメント | 挑戦者決定トーナメント | 挑戦者決定トーナメント |
| 期 | 年度 | 九段           | 勝敗           | 挑戦者         | 準優勝                 | ベスト４               | ベスト４               |
| 8  | 1957 | 升田幸三       | ○○●●○○－       | 大山康晴       | 塚田正                 | 加藤一                 | 五十嵐                 |
| 9  | 1958 | 升田幸三       | ○○●●●●－       | 大山康晴       | 加藤一                 | 原田                   | 灘                     |
| 10 | 1959 | 大山康晴       | ●●○○○●○        | 二上達也       | 高島一                 | 丸田                   | 松田茂                 |
| 11 | 1960 | 大山康晴永     | ○○○○－－－     | 松田茂行       | 大野源                 | 加藤博                 | 二上                   |
| 12 | 1961 | 大山康晴       | ●●○○○○－       | 二上達也       | 大野源                 | 加藤博                 | 丸田                   |

### 十段戦
年度は七番勝負が実施された時点。○●は十段から見た勝敗、千は千日手、持は持将棋。網掛けの対局者が十段戦勝者。
リーグ戦の、網掛けの対局者は最高成績、網掛けの対局者は最低成績または下から2番めの成績（降格線上）。
但し先述の通り、挑戦者決定／残留決定のプレーオフは原則行われず、順位に基いて挑戦／残留が決定された。2期は4位が、3期以降は5位が予選突破。
| ●●○○ | 千 ● | 千 ● | － |

| ○● | 千 ○ | ○●●○ |

リーグの定員は6名、入れ替えも年2名であったことから、リーグ戦入りは難関中の難関といわれた。過去の在籍者もほとんどがタイトル・A級経験者である（しかも、九段と十段の経験者は全員、他のタイトルを1回以上獲得している）。
相星の場合は順位上位者が挑戦・残留となるルールだったため「リーグ順位上位者が有利」と言われていたが、極めてハイレベルな戦いであったため、大山康晴・中原誠・谷川浩司といった（後の）永世名人有資格者もリーグ陥落の憂き目を見ている。
リーグ末期在籍者を除くと、一度もリーグから陥落しなかったのは米長邦雄だけである。

## 記録
- 十段の復位
  - 大山康晴 永世十段：2度復位。
    - 1968年失冠=加藤一二三が奪取、翌1969年に加藤一二三から奪還・復位（1度目）。
    - 1970年失冠=中原誠が奪取、1973年に中原誠(3連覇中)から奪取・復位（2度目）[注 11]。

  - 中原誠 永世十段：2度復位。
    - 1973年失冠=大山康晴が奪取、翌1974年に大山康晴から奪取・復位（1度目。
    - 1980年失冠=加藤一二三が奪取、1982年に加藤一二三(2連覇中)から奪取・復位（2度目、奪取により永世十段）。

  - 加藤一二三（1969年失冠=大山康晴が奪取、1980年に中原誠から奪取・復位）